# Norton Villiers Triumph
Norton Villiers Triumph (NTV) – brytyjski producent motocykli działający w latach 1972–1978 z siedzibą w Andover (Hampshire), Meriden (West Midlands), Small Heath (Birmingham) i Wolverhampton. Firma została założona przez rząd brytyjski w celu poprawy kondycji podupadłego brytyjskiego przemysłu motocyklowego. Próba ratowania ostatecznie zakończyła się niepowodzeniem.

## Historia
Na początku lat 70. XX w. rząd brytyjski podjął próbę ratowania strategicznych branż. Grupa BSA kilka lat wcześniej zdobyła nagrodę Queen's Awards for Export, uzyskała wsparcie finansowe. Konserwatywny rząd Edwarda Heatha zdecydował o przejęciu gwaranta tego przedsięwzięcia pod warunkiem, że połączy się ono z borykającą się również z trudnościami finansowymi grupą Norton Villiers, aby lepiej sprostać konkurencji z Japonii.
Połączona firma powstała w latach 1972/1973, kiedy Manganese Bronze zrezygnowała z produkcji motocykli Norton-Villiers i w zamian otrzymała części Grupy BSA, które nie miały nic wspólnego z budową motocykli. Ponieważ BSA była firmą i marką działającą wyłącznie w Wielkiej Brytanii (w USA modele były sprzedawane jako „Triumph”), nowy twór został nazwany Norton Villiers Triumph. Przedsiębiorstwo obejmowało to, co zostało z całego niegdyś wspaniałego brytyjskiego przemysłu motocyklowego, który podupadł z powodu konkurencji ze strony samochodów i rosnącego udziału w rynku japońskiego przemysłu motocyklowego. NVT odziedziczyło cztery fabryki motocykli - Small Heath (ex BSA), Andover i Wolverhampton (ex Norton) oraz Meriden (ex Triumph). Chociaż Meriden była najnowocześniejszą z czterech fabryk, tamtejsi pracownicy byli również najbardziej nastawieni na strajki i mieli najniższą wydajność.
W lipcu 1975 nowy sekretarz ds. przemysłu, Eric Varley, odzyskał pożyczkę w wysokości 4 milionów funtów od NVT i odmówił potwierdzenia kredytów eksportowych firmy. W rezultacie NVT zbankrutowało, a pracownicy w różnych lokalizacjach zostali zwolnieni. Firma została podzielona w celu zamknięcia. Jak na ironię, fabryka Meriden przetrwała dzięki dużej pożyczce rządowej od poprzednika Varleya, Tony'ego Benna, który zlecił wyprodukowanie Triumpha Bonneville przez spółdzielnię robotniczą. Fabryka w Wolverhampton została zamknięta 13 października 1975 z utratą 1600 miejsc pracy.
NVT zostało zlikwidowane w 1978. Mimo że Norton Villiers Triumph już nie istnieje, marka Triumph przetrwała.